# Flee
Flee (dt.: „Fliehen“, dänisch: Flugt) ist ein animierter Dokumentarfilm von Jonas Poher Rasmussen aus dem Jahr 2021. Im Mittelpunkt steht das wahre Schicksal eines afghanischen Flüchtlings, der unter Angabe falscher Tatsachen Asyl in Europa erhalten und sich in Dänemark erfolgreich ein neues Leben aufgebaut hat. Um seine Vergangenheit zurückzugewinnen und mit sich selbst ins Reine zu kommen, vertraut er seine wahre Lebensgeschichte einem Freund an.
Die Weltpremiere des Films war ursprünglich im Mai 2020 bei den 73. Internationalen Filmfestspielen von Cannes geplant, die aber aufgrund der COVID-19-Pandemie abgesagt werden mussten. Daraufhin wurde die europäische Koproduktion ab 29. Januar 2021 im Wettbewerb des hybrid veranstalteten 37. Sundance Film Festivals uraufgeführt und in der Folge mit einer Reihe internationaler Film- und Festivalpreise ausgezeichnet. Im Jahr 2022 wurde Flee in drei Kategorien (bester internationaler Film, bester Dokumentarfilm und bester animierter Spielfilm) für den Oscar nominiert.

## Inhalt
Der 36-jährige Amin lebt als erfolgreicher Akademiker in Kopenhagen. Er ist offen homosexuell und plant die Hochzeit mit seinem langjährigen Lebensgefährten. Seine wahre Lebensgeschichte hat er aber 25 Jahre lang geheim gehalten. Amin flüchtete als Kind aus seinem Heimatland Afghanistan nach Russland. In der Zeit des Postkommunismus hielt er sich dort fünf Jahre lang versteckt. Im Alter von 16 Jahren erreichte er schließlich als unbegleiteter Minderjähriger das sichere Dänemark. Aus Angst, seine tatsächliche Lebensgeschichte preisgeben zu müssen, hielt sich Amin an die gefälschten Angaben, die ihm die Menschenschmuggler eingebläut hatten.
Kurz vor der Hochzeit sehnt sich Amin nach einem ehrlichen Leben. Er sieht den Zeitpunkt als letzte Chance an, von seiner wahren Identität zu berichten, die er so lange vor seinem Umfeld verheimlicht hat. Amin befürchtet, dass sein wahres Ich sonst vollständig verblasst und sich in sein falsches Selbst integriert. Er entscheidet sich, seine wahre Lebensgeschichte Tobias, einem engen Freund, anzuvertrauen. Amin hofft, auf diese Weise seine Vergangenheit zurückzugewinnen und wieder zu sich selbst zu finden.

## Entstehungsgeschichte
Für Jonas Poher Rasmussen ist die Dokumentation der vierte Langfilm, bei dem er für Regie und Drehbuch verantwortlich zeichnete. Amin ist ein alter Schulfreund von ihm, dessen Geschichte er auf die Leinwand bannte. Die Bedingung war, dass seine Identität nicht preisgegeben wird. Daraufhin entschied sich Poher Rasmussen dafür, Amins Odyssee in handgezeichneten, animierten Sequenzen aufzuarbeiten. Daneben verwendete der Filmemacher Archivmaterial sowie Popmusik der 1980er-Jahre.
Das Projekt brachte Poher Rasmussen 2016 auf dem Filmmarkt beim Festival d’Animation Annecy den „Disney Channel Award“ für den besten Pitch ein. Auch war er damit bei Berlinale Talents vertreten. Weitere Unterstützung erhielt Flee u. a. vom Dänischen, Schwedischen und Norwegischen Filminstitut, Creative Europe MEDIA, Centre national du cinéma et de l’image animée, DR, Sveriges Television, Yleisradio, Eesti Rahvusringhääling und Radiotelevizija Slovenija.
Flee wurde von den dänischen Firmen Final Cut for Real und Sun Creature Studio produziert. Als Koproduzenten traten Vivement lundi aus Frankreich, Mostfilm aus Schweden und Mer Film aus Norwegen in Erscheinung. Arte France wird als ein weiterer Koproduzent genannt. Der französische Teil entstand über zwölf Monate in den Filmstudios Personne n’est parfait! in Rennes (u. a. Executive Production, Erstellung des Szenenbilds) und Train-Train in Hauts-de-France (Produktion einer fünfminütigen Animationssquenz, Kolorierung der gesamten Animationssequenzen und der Spezialeffekte). Flee war im Frühjahr 2020 fertiggestellt.

## Rezeption
Noch vor der Uraufführung wurde Poher Rasmussens angekündigter Film von der Fachkritik sehr wohlwollend aufgenommen. Bei Bekanntgabe der Filmauswahl des abgesagten Festivals von Cannes stufte Eric Kohn vom amerikanischen Branchendienst IndieWire Flee als ambitioniertesten der vier eingeladenen Animationsfilme ein und zog Vergleiche zum Überraschungshit Waltz with Bashir (2008) von Ari Folman, der ebenfalls auf dem französischen Filmfestival seine Premiere erlebt hatte. Später setzte Kohn den Film auf seine Wunschliste für das Sundance Film Festival 2021. „Es ist eine starke Kombination, die die Gespräche über die anhaltende Flüchtlingskrise erneuern wird“, so Kohn über den Film.
Jacob Ludvigsen (Soundvenue) zählte Flee zu den 15 am meisten erwarteten dänischen Filmen des Kinojahres 2021 und zog ebenfalls Vergleiche zu den preisgekrönten Filmen Waltz with Bashir sowie Tower von Keith Maitland. Aus der „Verbindung zwischen der Realitätsgrundlage des Dokumentarfilms und der Symbolik der Animation“ könne „etwas ganz Besonderes entstehen“. Flee vermittle „ein einzigartiges Erlebnis“ und werde Poher Rasmussens „großer Durchbruch“ sein, so Ludvigsen.
Das Sundance Film Festival pries Flee als „ein Triumph des Erzählens und des Einfallsreichtums des Filmemachens“ an. „Größtes Kapital“ sei aber „das Einfühlungsvermögen und das Vertrauen, das Rasmussen dem Protagonisten des Films entgegenbringt, dessen Klarheit und Verletzlichkeit uns Zugang zu einer einzigartigen Flüchtlingsgeschichte gewähren“, so das Festival im offiziellen Online-Katalog.
Der reguläre Kinostart in Dänemark erfolgte am 17. Juni 2021. In Deutschland wurde das Werk erstmals Ende Oktober 2021 beim Dokumentar- und Animationsfilmfestival DOK Leipzig gezeigt.

## Auszeichnungen
Flee gewann in den Jahren 2021/22 über 60 internationale Film- bzw. Festivalpreise und wurde für mehr als 120 weitere nominiert. Zu den erhaltenen Auszeichnungen gehören u. a. die Hauptpreise des Festival d’Animation Annecy und des Sundance Film Festivals sowie drei Europäische Filmpreise.
Im Oktober 2021 setzte sich das Werk gegen die Historiendramen Die Königin des Nordens (Margrete den første, Regie: Charlotte Sieling) und Shadows in My Eyes (Regie: Ole Bornedal) durch und wird Dänemark als Kandidat für den besten internationalen Film bei der Oscarverleihung 2022 vertreten. Bei der Oscarverleihung folgten drei Nominierungen.
| Filmpreis (Auswahl)                              | Kategorie                                            | Preisträger/ Nominierte                                                                                      | Resultat  |
| ------------------------------------------------ | ---------------------------------------------------- | --- | --------- |
| Festival d’Animation Annecy 2021                 | Cristal – Bester Langfilm                            | Jonas Poher Rasmussen                                                                                        | Gewonnen  |
| Festival d’Animation Annecy 2021                 | Gan Foundation Award for Distribution                | Jonas Poher Rasmussen                                                                                        | Gewonnen  |
| Festival d’Animation Annecy 2021                 | Beste Filmmusik – Langfilm                           | Uno Helmersson                                                                                               | Gewonnen  |
| Boston Society of Film Critics Awards 2021       | Bester Animationsfilm                                | K/A | Gewonnen  |
| British Academy Film Awards 2022                 | Bester Animationsfilm                                | Jonas Poher Rasmussen, Monica Hellstrøm                                                                      | Nominiert |
| British Academy Film Awards 2022                 | Bester Dokumentarfilm                                | Jonas Poher Rasmussen, Monica Hellstrøm                                                                      | Nominiert |
| British Independent Film Awards 2021             | Bester internationaler Independent-Film              | Jonas Poher Rasmussen, Monica Hellstrøm, Signe Byrge Sørensen                                                | Gewonnen  |
| Chicago Film Critics Association Awards 2021     | Bester Animationsfilm                                | K/A | Gewonnen  |
| Critics’ Choice Movie Awards 2022                | Bester Animationsfilm                                | K/A | Nominiert |
| Critics’ Choice Movie Awards 2022                | Bester fremdsprachiger Film                          | K/A | Nominiert |
| Europäischer Filmpreis 2021                      | Bester Dokumentarfilm                                | Jonas Poher Rasmussen                                                                                        | Gewonnen  |
| Europäischer Filmpreis 2021                      | Bester Animationsfilm                                | Jonas Poher Rasmussen                                                                                        | Gewonnen  |
| Europäischer Filmpreis 2021                      | European University Film Award                       | Jonas Poher Rasmussen                                                                                        | Gewonnen  |
| Golden Globe Awards 2022                         | Bester Animationsfilm                                | Neon, Participant                                                                                            | Nominiert |
| Gotham Awards 2021                               | Bester Dokumentarfilm                                | Jonas Poher Rasmussen, Monica Hellstrøm, Signe Byrge Sørensen, Charlotte de La Gournerie                     | Gewonnen  |
| Göteborg International Film Festival 2021        | Dragon Award – Bester nordischer Dokumentarfilm      | Jonas Poher Rasmussen                                                                                        | Gewonnen  |
| Independent Spirit Awards 2022                   | Bester Dokumentarfilm                                | Jonas Poher Rasmussen, Monica Hellstrøm, Signe Byrge Sørensen                                                | Nominiert |
| Jerusalem Film Festival 2021                     | Lobende Erwähnung – Bester internationaler Film      | Jonas Poher Rasmussen                                                                                        | Gewonnen  |
| DOK Leipzig 2021                                 | Publikumspreis – Bester Dokumentarfilm               | Jonas Poher Rasmussen                                                                                        | Nominiert |
| Los Angeles Film Critics Association Awards 2021 | Bester Animationsfilm                                | Jonas Poher Rasmussen                                                                                        | Gewonnen  |
| National Board of Review Awards 2021             | Preis für Meinungsfreiheit                           | K/A | Gewonnen  |
| National Society of Film Critics Awards 2022     | Bester Dokumentarfilm                                | K/A | Gewonnen  |
| New York Film Critics Circle Awards 2021         | Bester Dokumentarfilm                                | Jonas Poher Rasmussen                                                                                        | Gewonnen  |
| Filmpreis des Nordischen Rates 2021              | Bester Film                                          | Jonas Poher Rasmussen, Monica Hellstrøm, Signe Byrge Sørensen, Charlotte de La Gournerie, Final Cut for Real | Gewonnen  |
| Oscarverleihung 2022                             | Bester Dokumentarfilm                                | Jonas Poher Rasmussen, Monica Hellstrøm, Signe Byrge Sørensen, Charlotte de La Gournerie                     | Nominiert |
| Oscarverleihung 2022                             | Bester Animationsfilm                                | Jonas Poher Rasmussen, Monica Hellstrøm, Signe Byrge Sørensen, Charlotte de La Gournerie                     | Nominiert |
| Oscarverleihung 2022                             | Bester internationaler Film                          | Dänemark | Nominiert |
| Producers Guild of America Awards 2022           | Bester Produzent – Dokumentarfilm                    | K/A | Nominiert |
| Satellite Awards 2021                            | Bester internationaler Film                          | Dänemark | Nominiert |
| Satellite Awards 2021                            | Bester Dokumentarfilm                                | Neon | Nominiert |
| Satellite Awards 2021                            | Bester Animationsfilm                                | Neon | Nominiert |
| Sundance Film Festival 2021                      | Preis der Jury – Bester ausländischer Dokumentarfilm | Jonas Poher Rasmussen                                                                                        | Gewonnen  |

## Synchronisation
Die deutschsprachige Synchronisation entstand nach einem Dialogbuch und unter der Dialogregie von Masen Abou-Dakn bei der DMT in Hamburg.
| Rolle  | Darsteller            | Synchronsprecher |
| ------ | --------------------- | ---------------- |
| Amin   | Amin Nawabi           | Altamasch Noor   |
| Jonas  | Jonas Poher Rasmussen | Hardy Krüger Jr  |
| Kasper |                       | Jonas Minthe     |